# Nitsjatkalaagte
De Nitsjatkalaagte (Russisch: Ничатская впадина; Nitsjatskaja Vpadina is een laagte in het noorden van de Transbaikal, in het zuiden van Siberië. Het ligt in het noorden van het district Kalar in de Russische kraj Transbaikal.

## Geografie
De depressie ligt rond het Nitsjatkameer, waarnaar het vernoemd is. Het wordt aan zuidoostzijde begrensd door de noordelijke uitlopers van de bergketen Kodar, in het zuiden en westen door de Longdorhoogte en in het noorden en oosten door het Hoogland van Patom. De Nitsjatkalaagte heeft een lengte van bijna 60 kilometer. De hoogte boven zeeniveau varieert van 590 meter in het zuiden tot 460 meter in het noordoosten.
De Nitsjatkalaagte bestaat uit drie delen:
1. Het zuidelijke deel omvat het dal rond de benedenloop van de rivier de Elger, die in het Nitsjatkameer uitstroomt. Dit deel heeft een lengte van 10 kilometer en een maximale breedte van 2 kilometer.
2. Het centrale deel wordt ingenomen door het Nitsjatkameer en heeft een maximale breedte van 4 kilometer.
3. Het noordoostelijke deel omvat het dal van de rivier de Sen, die ontspringt in het Nitsjatkameer en naar de Tsjara stroomt. De lengte van dit deel bedraagt 22 kilometer. De maximale breedte loopt op tot 6 kilometer ten noorden van het Losmeer.

De belangrijkste landschapstypen zijn taiga, mades en struikgewas.

## Geologie
De Nitsjatkalaagte ontstond tijdens het Neogeen en Kwartair en de vorming van de laagte gaat onder invloed van (neo)tectonische processen tot op heden door. Een belangrijke rol bij de vorming van de depressie speelden de gletsjers inclusief de daarmee gepaard gaande Pleistocene lacustriene processen. Tijdens het Cenozoïcum werd een aantal dunne sedimentlagen afgezet van verschillende oorsprong (vooral door lacustriene, rivier-, glaciale, fluvioglaciale en hellingprocessen).